# Recruta Zero (série animada)
Beetle Bailey and His Friends (reconhecido nos países lusófonos como  Recruta Zero e seus Amigos), é uma série de televisão e animação, dos Estados Unidos, produzida entre 1963 a 1964. A série é composta por cinquenta episódios, tendo cinco episódios pilotos. Apesar do título original Beetle Bailey and His Friends, no Brasil a série ficou conhecida apenas como Recruta Zero.